# Lemuel C. Shepherd Jr.
Lemuel Cornick Shepherd Jr. né en 1896 et mort en 1990 était un général de l'US Marine Corps lors de la Seconde Guerre mondiale.

## Biographie

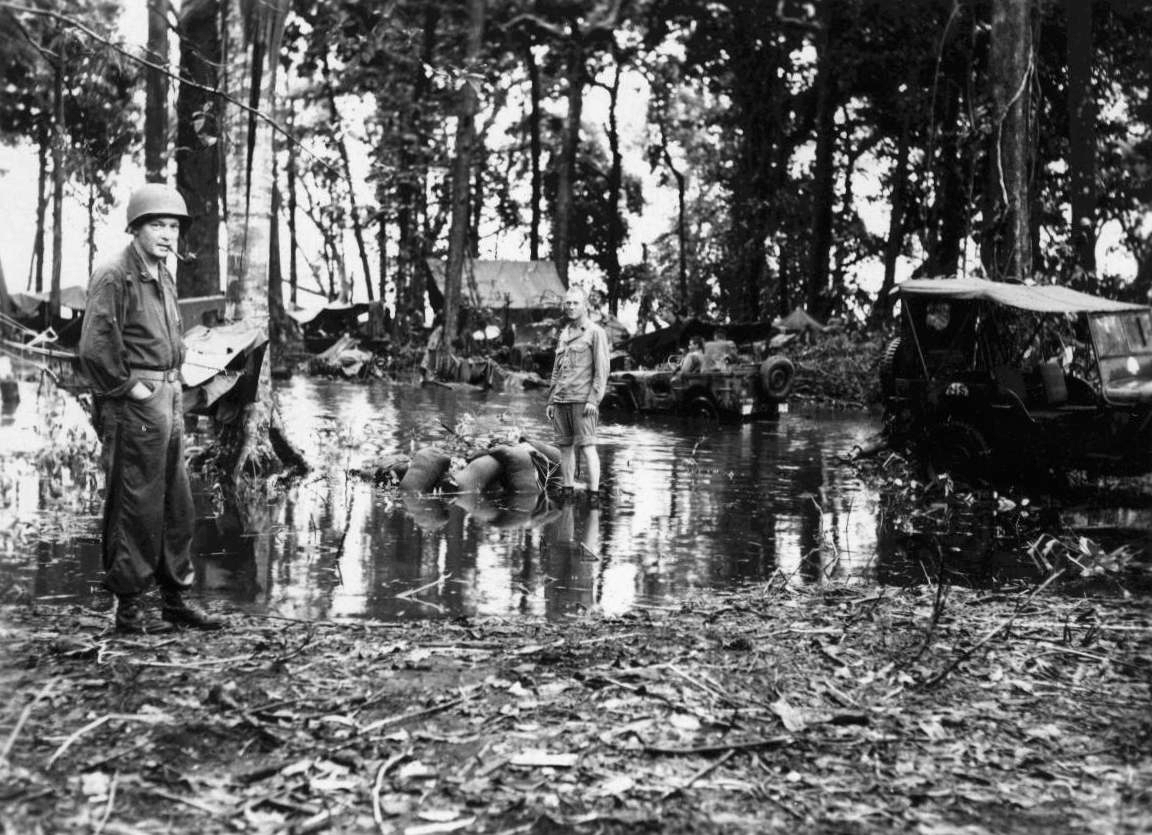
Lemuel C. Shepherd Jr en 1944 durant la bataille du cap Gloucester.

Il est né le 10 février 1896 à Norfolk en Virginie. Il est diplômé de l'Institut militaire de Virginie en 1917 et rejoint le Corps des Marines. Il est nommé sous-lieutenant dans le Corps des Marines le 11 avril 1917. Durant la Première Guerre mondiale, il rejoint la France le 17 juin 1917 avec le 5e régiment de marines. Il sert dans le secteur défensif dans les environs de Verdun. Il participe à l'bataille de l'Aisne (1918), à la bataille de Saint-Mihiel, à l'offensive Meuse-Argonne et à la bataille du bois Belleau,.
Il retourne aux États-Unis en décembre 1920 et est nommé aide de camp au commandant du corps des Marines le major-général John A. Lejeune. En juin 1923 il commande un détachement de marine sur l'USS Idaho. En avril 1927 il sert en Chine et sert dans la 3e brigade marine à Tientsin et à Shanghaï. Il retourne aux États-Unis en 1929 et suit des cours des officiers de terrain. Comme capitaine il sert à Haïti. En 1934 il est nommé Major. En mai 1937 il commande le 2e bataillon du 5e régiment de marines,.
En mars 1942, durant la Seconde Guerre mondiale il est le colonel et prend le commandement du 9e régiment de marine. Il est nommé brigadier général en juillet 1943 et sert à Guadalcanal durant la bataille de Guadalcanal. Il participe à la bataille du cap Gloucester de décembre 1943 à mars 1944. En mai 1944 il commande la 1re brigade maritime et participe à la bataille de Guam (1944) de juillet et août 1944. En 1944 il est promu au major général. Il commande la 6e division de la Marine durant la bataille d'Okinawa. Le 25 octobre 1945 il reçoit la reddition des forces japonaises.
En mars 1946, il retourne aux États-Unis. Il est affecté à Quantico où il commande des écoles du Corps des Marines jusqu'en juin 1950. Durant la guerre de Corée, il commande la Force maritime de la flotte du Pacifique, dont le quartier général se trouve à Pearl Harbor. Le 1er janvier 1952, le président Harry S. Truman le nomme commandant du Corps des Marines (CMC), il y reste durant quatre ans. Il lance plusieurs politiques importantes comme une augmentation de la compétence militaire du Corps des Marines. Il fut le premier commandant à devenir membre des chefs d'état-major interarmées. Il prend sa retraite le 1er janvier 1956,,.